# Sonate pour piano no 31 de Beethoven
La Sonate pour piano no 31 en la bémol majeur, op. 110, de Ludwig van Beethoven a été composé en 1821 et publié en 1822. Il s'agit de la sonate intermédiaire du groupe de trois (op. 109, 110 et 111) qu'il écrivit entre 1820 et 1822, et la trente et unième et avant-dernière de ses sonates pour piano. Bien que la sonate ait été commandée en 1820, Beethoven n'a pas commencé à travailler sur l'op. 110 jusqu'à la seconde moitié de 1821, et les dernières retouches ont été achevées au début de 1822. Le retard était dû à diverses circonstances comme la composition de la Missa solemnis et sa mauvaise santé. L'édition originale a été publiée par Schlesinger à Paris et à Berlin en 1822 sans dédicace, et une édition anglaise a été publiée par Muzio Clementi en 1823.
L'œuvre est en trois mouvements. Le premier mouvement Moderato suit une forme typique de sonate avec un thème d'ouverture expressif et cantabile. Le deuxième mouvement d'Allegro commence par un scherzo laconique mais humoristique, qui, selon Martin Cooper, est basé sur deux chansons folkloriques, suivies d'une section en trio. Le dernier mouvement comprend de multiples sections contrastées : un récitatif introductif lent, un arioso dolente, une fugue, un retour de l'arioso et une deuxième fugue qui aboutit à une conclusion passionnée et héroïque. William Kinderman reconnait des similitudes entre la fugue du dernier mouvement et d'autres œuvres tardives de Beethoven, comme la fughetta dans les Variations Diabelli et des sections de la Missa solemnis, et Adolf Bernhard Marx considère la fugue comme comparable à celles de Bach et Haendel. La sonate fait l'objet d'analyses musicales incluant des études de Donald Tovey, Denis Matthews (en), Heinrich Schenker et Charles Rosen. Il a été enregistré par des pianistes comme Artur Schnabel, Glenn Gould et Alfred Brendel.

## Historique
À l'été 1819, Adolf Martin Schlesinger, fondateur de la maison d'édition musicale berlinoise Schlesinger, envoie son fils Maurice rencontrer Beethoven pour nouer des relations d'affaires avec le compositeur. Ils se rencontrent à Mödling, où Maurice fait bonne impression au compositeur. Après quelques négociations par lettre, l'aîné Schlesinger propose d'acheter trois sonates pour piano pour 90 ducats en avril 1820, bien que Beethoven ait initialement demandé 120 ducats. En mai 1820, Beethoven accepte et s'engage à livrer les sonates dans les trois mois. Ces trois sonates sont celles connues aujourd'hui sous les op. 109, 110 et 111, les trois dernières sonates pour piano de Beethoven.
Un certain nombre de circonstances ont empêché le compositeur de terminer les sonates promises dans les délais, notamment son travail sur la Missa solemnis (op. 123), des attaques rhumatismales à l'hiver 1820 et une crise de jaunisse à l'été 1821,. Barry Cooper note que l'op. 110 « n'a pas commencé à prendre forme » avant la seconde moitié de 1821. Bien que l'op. 109 ait été publié par Schlesinger en novembre 1821, la correspondance montre que l'op. 110 n'était toujours pas prêt à la mi-décembre 1821. La partition autographe achevée de la sonate porte la date du 25 décembre 1821, mais Beethoven continue à réviser le dernier mouvement et ne termine qu'au début de 1822. La partition du copiste est vraisemblablement remise à Schlesinger à cette époque, puisque Beethoven reçoit un paiement de ducats pour la sonate en janvier 1822,.
Les lettres d'Adolf Schlesinger à Beethoven en juillet 1822 confirment que la sonate, ainsi que l'op. 111, est alors en cours de gravure à Paris. La sonate est publiée simultanément à Paris et à Berlin cette année-là, et annoncée dans la Bibliographie de la France le 14 septembre. Quelques exemplaires de la première édition parviennent à Vienne dès le mois d'août et la sonate est annoncée dans le Wiener Zeitung ce mois-là. La sonate est publiée sans dédicace, bien qu'il y ait des indications que Beethoven avait l'intention de dédier op. 110 et 111 à Antonie Brentano.
En février 1823, Beethoven envoie une lettre au compositeur Ferdinand Ries à Londres, l'informant qu'il a envoyé des manuscrits des op. 110 et 111 afin que Ries puisse organiser leur publication en Grande-Bretagne. Beethoven lui indique que bien que l'op. 110 soit déjà disponible à Londres, l'édition comporte des erreurs qui doivent être corrigées dans son édition. Ries persuade Muzio Clementi d'acquérir les droits britanniques sur les deux sonates, et Clementi les publie à Londres cette année-là.

## Structure de l'œuvre
La sonate est en trois mouvements, bien que l'édition originale de Schlesinger divise le troisième mouvement en un Adagio et une Fuga. Pour Alfred Brendel, les thèmes principaux de la sonate sont tous dérivés de l'hexacorde – les six premières notes de la gamme diatonique – et sur les intervalles de tierce et de quarte qui la divisent. Il souligne également que mouvement contraire est une caractéristique d'une grande partie de l'œuvre et est particulièrement important dans le deuxième mouvement.
Les thèmes principaux de chaque mouvement commencent par une phrase couvrant l'étendue d'une sixte. Un autre point important est la note fa, qui est le sixième degré de la gamme de la bémol majeur. Fa forme le sommet de la première phrase de la sonate et agit comme tonique du deuxième mouvement. Les fa de la main droite commencent également la section en trio du deuxième mouvement et l'introduction du troisième mouvement.

### I.Moderato cantabile molto espressivo
Le premier mouvement en la bémol majeur est marqué Moderato cantabile molto espressivo (à une vitesse modérée, dans un style chantant, de manière très expressive). Denis Matthews décrit le premier mouvement comme « une forme de sonate ordonnée et prévisible », et Charles Rosen qualifie la structure du mouvement comme Haydnesque. Son ouverture est marquée con amabilità (aimablement). Après une pause sur la septième de dominante, l'ouverture se prolonge dans un thème cantabile. Cela conduit à un passage de transition léger en double croche arpégées. Le deuxième groupe de thèmes en mi bémol comprend des figures d'appoggiature, et une basse qui descend par paliers de mi bémol à sol en trois fois tandis que la mélodie monte d'une sixte. L'exposition se termine par une cadence en triple croches.
La section de développement (d'une « radicale simplicité » selon Rosen) consiste en des reformulations du thème initial du mouvement dans une séquence descendante, avec des figures en double croche sous-jacentes. Donald Tovey compare la simplicité artistique de ce développement avec l'entasis des colonnes du Parthénon.
La récapitulation commence de manière conventionnelle par une reformulation du thème d'ouverture dans la tonique (la bémol majeur), Beethoven le combinant avec le motif de transition arpégé. Le thème cantabile module progressivement via la sous-dominante en mi majeur (une tonalité apparemment éloignée que Matthews et Tovey justifient en la considérant comme une commodité de notation de fa bémol majeur). L'harmonie revient bientôt à la tonalité initiale de la bémol majeur. La coda du mouvement se termine par une cadence sur une pédale tonique.

### II.Allegro molto
Le scherzo est marqué Allegro molto (très rapide). Matthews le qualifie de « laconique » tandis que William Kinderman (en) le considère comme « humoristique » même s'il est dans la tonalité de fa mineur. Le rythme est complexe avec de nombreuses syncopes et ambiguïtés. Tovey observe que cette ambiguïté est délibérée : les tentatives de considérer le mouvement comme une gavotte sont découragées par des mesures plus courtes, impliquant deux fois plus de temps forts – et si telle avait été son intention, Beethoven aurait pu composer une véritable gavotte.
Beethoven utilise une dynamique antiphonale (quatre mesures de piano contrastées contre quatre mesures de forte) et ouvre le mouvement avec un motif de gamme descendante à six notes. Beethoven en affirme le côté humoristique en utilisant des motifs de deux chansons folkloriques, Unsa kätz häd kaz'ln g'habt (« Notre chat a eu des chatons ») et Ich bin lüderlich, du bist lüderlich (« Je suis un débauché, tu es un débauché »). Ce sont probablement des réminiscences d'un épisode de mars 1821, où Beethoven a arrangé ces deux ritournelles, de la manière la plus basique qui soit, et en a cédé les droits en paiement de frais de ports mesquins réclamés par l'éditeur Simrock. Mais dans cette sonate, il en donne un développement sophistiqué et inventif.
Le trio en ré bémol majeur juxtapose des « sauts brusques » et des « descentes périlleuses », se terminant tranquillement et menant à une reprise modifiée du scherzo avec des répétitions, la première répétition écrite pour permettre un ritardando supplémentaire. Après quelques accords syncopés, la courte coda du mouvement s'arrête en fa majeur (une tierce picarde) via un long arpège brisé à la basse.

### III.Adagio ma non troppo – Allegro ma non troppo
La structure du troisième mouvement alterne deux sections arioso lentes avec deux fugues plus rapides. Dans l'analyse de Brendel, il y a six sections - récitatif, arioso, première fugue, arioso, inversion de fugue, conclusion homophonique. En revanche, Martin Cooper décrit la structure comme un « double mouvement » (un Adagio et un finale).
L'arpège de basse majeur du ritardando de conclusion du scherzo se résout en si bémol mineur au début du troisième mouvement, indiquant la fin de l'humour du scherzo. Après trois mesures d'introduction, un récitatif non mesuré commence, au cours duquel le tempo change plusieurs fois. Cela conduit alors à un la bémol mineur arioso dolente, une complainte dont le contour mélodique initial est similaire à l'ouverture du scherzo (bien que Tovey considère cela comme insignifiant). L'arioso est marqué Klagender Gesang (Chant des Lamentations) et est soutenu par des accords répétés. Les commentateurs (y compris Kinderman et Rosen) donnent un caractère « opératique » au récitatif initial et à l'arioso, et Brendel écrit que la complainte ressemble à l'aria Es ist vollbracht de la Passion selon saint Jean de Jean-Sébastien Bach.
L'arioso mène à une fugue à trois voix en la♭ majeur, dont le sujet est construit à partir de trois quartes montantes parallèles séparées par deux tierces descendantes.
La fugue est interrompue par une septième dominante de la bémol majeur, qui se résout de manière enharmonique sur un accord de sol mineur en deuxième inversion,. Cela conduit à une reprise de l'arioso dolente en sol mineur, marqué ermattet (épuisé). Kinderman met en contraste la « douleur terrestre » perçue de la complainte avec la « consolation et la force intérieure » de la fugue — qui, selon Tovey, est dépourvue de conclusion. Rosen trouve que sol mineur, la tonalité de la note principale, donne à l'arioso un caractère étal convenant à l'épuisement, et Tovey décrit le rythme brisé de ce deuxième arioso comme étant « traversée de sanglots ».
L'arioso se termine par des accords répétés de sol majeur de force croissante, répétant le dispositif soudain mineur-majeur qui a conclu le scherzo. Une deuxième fugue émerge avec le sujet de la première inversée, marquée wieder auflebend (revivant à nouveau ; poi a poi di nuovo vivente — peu à peu avec une vigueur renouvelée — dans l'italien traditionnel),. Certaines instructions d'exécution dans ce passage commencent par poi a poi et nach und nach (petit à petit). Initialement, le pianiste est chargé de jouer una corda (c'est-à-dire en utilisant la pédale douce). La fugue finale augmente progressivement en intensité et en volume, initialement dans la tonalité de sol majeur. Une fois que les trois voix sont entrées, la basse introduit une diminution du sujet de la première fugue (dont l'accentuation est également modifiée), tandis que la main droite augmente le même sujet avec le rythme traversant les mesures. La basse entre finalement avec la version augmentée du sujet de fugue en ut mineur, se terminant en mi bémol majeur. Au cours de cet énoncé du sujet à la basse, le pianiste est chargé de lever progressivement la pédale una corda. Beethoven relâche alors le tempo (marqué Meno allegro)  et introduit une double-diminution tronquée du sujet de la fugue ; après les déclarations du premier sujet de fugue et son inversion entourées de ce que Tovey appelle le motif « flamme », les parties contrapuntiques perdent leur identité. Brendel considère la section qui suit comme un « bouleversement » des contraintes de la polyphonie. Tovey la qualifie de péroraison, appelant un passage « exultant ». Elle conduit à un arpège tonique de clôture à quatre mesures et à un accord emphatique final de la bémol majeur.
Selon Matthews, il n'est pas fantaisiste de voir la deuxième fugue du mouvement final comme une « invocation de la confiance après la maladie ou le désespoir », un thème qui peut être discerné dans d'autres œuvres tardives de Beethoven (Brendel la compare avec la Cavatine du Quatuor à cordes no 13). Martin Cooper décrit la coda comme « passionnée » et « héroïque », mais pas déplacée après la détresse des ariosos ou les « vérités lumineuses » des fugues. Rosen déclare que ce mouvement est la première fois dans l'histoire de la musique où les dispositifs académiques du contrepoint et de la fugue font partie intégrante du drame d'une composition, et observe que Beethoven dans cette œuvre ne « symbolise ou ne représente pas simplement le retour à la vie, mais nous persuade physiquement du processus ».

## Réception
À partir des années 1810, la réputation de Beethoven était largement incontestée par les critiques contemporains, et la plupart de ses œuvres ont reçu des critiques initiales favorables. Par exemple, un critique anonyme en octobre 1822 a décrit l'op. 110 comme « superbe » et remercie maintes fois son créateur. En 1824, un critique anonyme passant en revue les op. 109–111 écrit dans l'Allgemeine musikalische Zeitung que l'opposition contemporaine contre les œuvres de Beethoven « n'a eu qu'un succès modeste et éphémère ». Le critique écrit ensuite : « À peine l'une des productions artistiques de [Beethoven] est-elle entrée dans le monde que leur renommée est établie à jamais. »
Adolf Bernhard Marx, dans sa critique de mars 1824 de la sonate, loue l'œuvre de Beethoven et remarque particulièrement la fugue du troisième mouvement, ajoutant que la fugue « doit être étudiée aux côtés des plus riches de Jean-Sébastien Bach et Händel ». Dans l'édition de 1860 de sa biographie de Beethoven, Anton Schindler écrit que la fugue « n'est pas difficile à jouer mais pleine de charme et de beauté ». De même, William Kinderman décrit le sujet de la fugue comme un « thème fugué sublime ».
En écrivant sur la sonate en 1909, Hermann Wetzel a observe : « Pas une seule note n'est superflue, et il n'y a pas de passage... qui peut être traité à votre guise, pas d'ornement trivial ». Martin Cooper affirme en 1970 que l'op. 110 est la plus jouée des cinq dernières sonates pour piano de Beethoven.
Dans les notes de programme de son concert en ligne 2020 des op. 109-111, Jonathan Biss écrit de l'op. 110 : « Dans aucune des 31 autres sonates pour piano, Beethoven ne couvre autant de territoire émotionnel : il va des profondeurs absolues du désespoir à l'euphorie totale... elle est incroyablement compacte compte tenu de sa richesse émotionnelle, et les idées philosophiques énoncées dès son ouverture sont la thèse de l'œuvre, imprégnant l'œuvre et atteignant leur apothéose dans ses derniers instants. ».

## Discographie
Parmi l'abondante discographie, on peut remarquer :
- Edwin Fischer, 1938[57]
- Yves Nat, 1954 (Emi-Warner)[57]
- Claudio Arrau, 1960 (ICA), 1965 (Philips), 1987 (Philips)[57]
- Wilhelm Kempff, 1964 (DG)[57]
- Sviatoslav Richter, 1965 (Praga)[57]
- Emil Guilels, 1985 (DG)[57]
- Rudolf Serkin, 1987 (DG)[57]
- Evgeni Sudbin, 2016 (Biss)[58]
- Jonathan Biss, 2019 (Orchid Classics)[58]
- Anne Queffélec, 2022 (Mirare)[58]

#### Vidéos
- [vidéo] « Glenn Gould – Beethoven, Piano Sonata No. 31 in A-flat major op. 110 (OFFICIAL) », à 0:50 to 2:10, 6 avril 2018, The Glenn Gould Estate.

#### Bases de données et dictionnaires
- Ressources relatives à la musique :   - International Music Score Library Project
  - AllMusic
  - Carnegie Hall
  - MusicBrainz (œuvres)
  - Muziekweb
- Notices d'autorité :   - BnF (données)
  - LCCN
  - GND
  - Israël
  - WorldCat